# Ентоку
Ентоку (延徳) је јапанска ера (ненко) која је настала после Чокјо и пре Меио ере. Временски је трајала од августа 1489. до јула 1492. године и припадала је Муромачи периоду. Владајући монарх био је цар Го Цучимикадо.

## Важнији догађаји Ентоку ере
- 26. април 1489. (Ентоку 1, двадесетшести дан трећег месеца): Након 18 година на челу шогуната, шогун Ашикага Јошихиса умире у 25 години током војне кампање у провинцији Оми. Његовог оца, бившег шогуна Јошимасу дубоко је потресла смрт сина па се због тих непредвидљивих околности мири са завађеним братом Јошимијем.[3]
- 27. јануар 1490. (Ентоку 2, седми дан првог месеца): Бивши шогун Ашикага Јошимаса умире у 56 години живота.[3]
- 1490. (Ентоку 2, седми месец): Нећак Јошимасе, Ашикага Јошимура (касније познат као Ашикага Јошитане)[4] постаје нови шогун у 25 години живота.[3]